# Агенція з науки, технології і досліджень
Агенція з науки, технології і досліджень (англ. Agency for Science, Technology and Research, А*STAR, кит.: 新加坡科技研究局) — статутна рада в складі Уряді Сінгапуру, яка займається питаннями розвитку науки, освіти та інновацій у Сінгапурі. Підпорядковується Міністерству торгівлі та промисловості Сінгапуру. Агенції підпорядковується більше 20 наукових та комерційних організацій, які займаються науковими дослідженнями. У підрозділах Агенції працюють більше ніж 2500 наукових співробітників (2012).

## Історія
У жовтні 1990 року парламент Сінгапуру прийняв акт щодо створення Національної ради з науки й технологій (англ. National Science and Technology Board), яка мала замінити чинну тоді Наукову раду (англ. Science Council). До складу Ради за статутом входили Голова, заступник голови та ще від 8 до 20 членів. Рада мала право видавати гранти, засновувати компанії, сприяти науковим дослідженням. У 2002 році Національну раду було переформатовано в Агенцію з науки, технології і досліджень (АНТД). До складу Агенції увійшли 4 підрозділи: Рада біомедичних досліджень (англ. Biomedical Research Council), Рада наукових та інженерних досліджень (англ. Science and Engineering Research Council), компанія «Exploit Technologies Pte Ltd» та підрозділ корпоративного планування та адміністрування. Виконавчим директором Агенції було призначено Буна Свана Фу, річний бюджет склав 7 мільярдів доларів.

## Керівництво
Головою Агенції з 2007 року є Лім Чуа По.

## Структура
До складу АНТД входять 7 підрозділів:
- Рада біомедичних досліджень
- Рада наукових та інженерних досліджень
- Спільна рада АНТД (англ. A*STAR Joint Council, A*JC)
- Вища академія АНТД (англ. A*STAR Graduate Academy,A*GA)
- Компанія  «Exploit Technologies Pte Ltd»
- Корпоративна група (англ. Corporate Group)

### Рада біомедичних досліджень
Рада координує наукові дослідження у галузі біології, біомедицини, біоінформатики. Вона опікується 11 дослідницькими центрами, більшою частиною розташованими в Біополісі.

#### Наукові центри
- Біоінформатичний інститут
- Інститут біопроцесійних технологій
- Геномний інститут Сінгапуру
- Інститут біоінженерії та нанотехнологій
- Інститут медичної біології
- Інститут молекулярної і клітинної біології
- Експериментальний терапевтичний центр
- Сінгапурський консорціум біовізуалізації
- Сінгапрський інститут клінічних наук
- Сінгапурська імунологічна мережа
- Дослідницький центр клінічної візуалізації

### Рада наукових та інженерних досліджень
Рада координує дослідження у галузі фізики, хімії, матеріалознавства, інформатики, інженерних наук. Вона опікується 7 інститутами та декількома науковими центрами.

#### Наукові центри
- Інститут зберігання даних
- Інститут хімічних та інженерних наук
- Інститут високопродуктивних обрахунків
- Institute for Infocomm Research
- Інститут матеріалознавства та інженерії
- Інститут мікроелектроніки
- Національний центр метрології
- Сінгапурський інститут виробничих технологій
- Центр покращеної переробки та технології
- Експериментальний силовий ГРІД-центр